# 王辉 (足球运动员)
王辉（1977年9月26日—），中国足球守门员，曾经效力于上海多支球队，退役后曾担任南昌八一的守门员教练。